# Gościęcice
Gościęcice (česky Poděbrady, německy Mehltheuer-Podiebrad) je obec v Polsku. Nachází se v Dolnoslezském vojvodství v okrese Střelín. Leží 41 km jižně od Vratislavi a 4 kilometry jihovýchodně od Střelína, v těsném sousedství je Husinec.

## Exulantská historie
Čeští evangelíci v první válce o Slezsko využili situace a emigrovali z náboženských důvodů do pruského Slezska, které v roce 1742 získal Friedrich II. Veliký. Prvním útočištěm exulantů se stal Münsterberg, poté (v roce 1749) tito běženci založili první dvě české osady – Friedrichův Tábor a Husinec. Již po dvou letech své existence byl Husinec přelidněný a hledalo se řešení. Teprve v roce 1764 získali husinečtí do dědičného pachtu blízký poplužní dvůr Mehltheuer, ale druhý poplužní dvůr Woisselwitz se jim získat nepodařilo. Vznikající kolonie byla pojmenována Nové Poděbrady, protože většina osadníků pocházela z Poděbradska a východních Čech. Královští úředníci a zeměměřiči rozdělili obec na tři části – Horní, Střední a Dolní Poděbrady – přičemž do Středních Poděbrad byla vklíněna část německé obce Mehltheuer.
Češi a Němci spolu vycházeli dobře. V Poděbradech byla postavena česká škola, do které docházely od roku 1830 i děti z Mehltheueru. Tak se stalo, že místo k poněmčení Čechů došlo k počeštění Němců. Když v roce 1873 mělo být vyučování v češtině ve všech školách pruského Slezska nahrazeno německým jazykem, bránili počeštění Němci z Mehltheueru svou českou mateřštinu, ale neuspěli.
Poděbradští patřili k farnosti v Husinci, kde byl kazatelem i Samuel Figulus, pravnuk Jana Amose Komenského. O vlastního kazatele žádali marně. Po přelidnění Poděbrad potomci českých exulantů založili v roce 1802 ve své blízkosti další osadu Penč (Pentsch, Pęcz) a usazovali se i na jiných místech v okolí.
Na konci 2. světové války, v lednu 1945, byli Husinečtí i Poděbradští z vesnic evakuováni, v květnu se vraceli do válkou zničeného Husince a méně poškozených Poděbrad. Kvůli postoji polské strany k národnostním menšinám museli potomci českých exulantů doby pobělohorské polské území po válce opustit. Tato část Slezska připadla Polsku a Střelínsko bylo obsazeno dosídlenci z polského východu, kde byla hranice rovněž posunuta – ve prospěch Sovětského Svazu. V listopadu 1945, po komplikovaných mezistátních jednáních, proběhl jediný transport Čechů do českého pohraničí. Reemigranti ze Střelínska byli odděleně rozmístěni do obcí: Trpísty, Pernarec, Tři Sekery, Libavské údolí a Kynšperk nad Ohří. Mnozí z těch, kteří marně čekali na další transport, zvolili vystěhování do Německa, které jim nabídlo pomoc.

## Zajímavosti
V Gościęcicach roste Kaštanovník setý (Castanea sativa), jedlý kaštan. V počtu větším než 170 stromů je největší skupinou svého druhu v Polsku.